# Устименко Денис Олегович
Дени́с Оле́гович Усти́менко (нар. 12 квітня 1999, Дергачі, Харківська область, Україна) — український футболіст, нападник криворізького «Кривбасу». Чемпіон світу у складі збірної України U-20 (2019).

## Клубна кар'єра
Народився 12 квітня 1999 року в Дергачах (Харківська область). Футболом розпочав займатися у футбольній школі ХТЗ (Харків). У 2012 році перейшов до структури донецького «Металурга», в складі якого виступав у юнацьких чемпіонатах України (ДЮФЛУ). У юнацьких змаганнях зіграв 43 матчі та відзначився 24-а голами. Після розформування донецького «Металурга», разом з гравцями та тренерським штабом юнацьких команд перейшов до дніпродзержинської «Сталі». Виступав за юнацьку та молодіжну команду клубу (65 матчів, 11 голів), за першу команду не провів жодного офіційного поєдинку. Напередодні початку сезону 2018/19 років стало відомо, що бучанський «Фенікс» (нова назва «Сталі») не зміг знайти спонсора, тому припиняє своє існування. Гравці та тренерський штаб команд «Фенікса» отримали статус вільних агентів, серед них був і Денис Устименко.
В середині липня 2018 року перейшов до ФК «Олександрія». Розпочав сезон у складі молодіжної команди олександрійців, за яку дебютував 21 липня 2018 року в переможному (4:1) виїзному поєдинку 1-о туру молодіжного чемпіонату України проти однолітків з львівських «Карпат».Денис вийшов на поле в стартовому складі, а на 70-й хвилині його замінив Орест Ткачук. Дебютним голом за молодіжну команду «городян» відзначився на 84-й хвилині переможного (2:1) домашнього поєдинку 2-о туру молодіжного чемпіонату проти однолітків з луганської «Зорі». Устименко вийшов на поле на 70-й хвилині, замінивши Ореста Ткачука. Дебютував за першу команду олександрійців 9 серпня 2018 року в переможному (3:0) домашньому товариському поєдинку проти кременчуцького «Кременя». Денис вийшов на поле в другому таймі. Потім продовжив виступи за молодіжний склад «жовто-чорних». З кінця липня по середину вересня 2018 року за «молодіжку» олександрійців відзначився 5-а голами. Тому керівницьво ФК «Олександрії» вирішило дати шанс проявити себе Устименку в першій команді. 26 вересня 2018 року Денис вийшов на поле в стартовому складі програного (0:3) виїзного поєдинку 1/8 фіналу кубку України проти одеського «Чорноморця». Денис вийшов на поле в стартовому складі та відіграв увесь матч. Через три дні, 29 вересня, вперше потрапив до заявки «городян» на поєдинок УПЛ, проти донецького «Олімпіка» (10-й тур). Проте на футбольне поле молодий нападник так і не вийшов, просидівши увесь матч на лаві для запасних. Після цього гравець продовжив виступи за молодіжну команду олександрійського клубу. Дебютував за першу команду «Олександрії» в чемпіонаті України 27 жовтня 2018 року в нічийному (0:0) виїзному поєдинку 13-го туру проти луганської «Зорі». Устименко вийшов на поле на 81-й хвилині, замінивши Дмитра Шастала.

## Кар'єра в збірній
У середині січня 2015 року отримав виклик до юнацької збірної України U-16, яка мала виступати Кубку Егейського моря. За «юних» українців Устименко зіграв 3 поєдинки: 1 — у стартовому складі та двічі виходив на поле з лави для запасних.
У 2019 році у складі збірної України (U-20) став чемпіоном світу на чемпіонаті, що проходив у Польщі.

## Нагороди
- Орден «За заслуги» III ст. (2019)[11]